# Initialwert
Der Initialwert ist in der Informatik der erstzugewiesene Wert (Anfangswert) einer Variablen nach deren Deklaration (Definition). 
Zum Beispiel wird bei Schleifen in der Programmierung eine Zählvariable definiert und deren Initialwert auf die Anzahl der gewünschten Schleifendurchläufe gesetzt; das Programm bekommt dann die Aufträge, diesen Wert bei jedem Schleifendurchgang um den Wert „Eins“ zu vermindern und die Schleife nicht zu durchlaufen, wenn dieser Variablenwert „Null“ ist.
Mit Hilfe eines Initialwertes kann sichergestellt werden, dass einer Variablen bei ihrer Erzeugung sinnvolle Werte zugewiesen werden. Einige Compiler initialisieren lokale Variablen ohne die Notwendigkeit einer Vorgabe im Programmcode.